# 繪島千歌子
繪島 千歌子（えじま ちかこ、1903年2月8日 - 没年不詳）は、日本の女優である。新漢字表記絵島 千歌子、本名・旧芸名東 八重子（あずま やえこ）。舞台協会在籍時、日活向島撮影所との提携で映画初出演を果たし、後年は東亜キネマ甲陽撮影所の看板女優として大正末期まで活動した。

## 人物・来歴
1903年（明治36年）2月8日、東京府東京市深川区（現在の東京都江東区深川）に生まれる。『世界のキネマスター』（報知新聞社）によれば、本名は東 八枝（あずま やえ）であるという。
日本聖公会系の立教高等女学校（現在の立教女学院中学校・高等学校）を卒業する。満18歳のときに1921年（大正10年）、花柳章太郎が同年に設立した新派の劇団・新劇座に参加、翌1922年（大正11年）には、山田隆弥らの新劇の劇団・舞台協会に参加している。『世界のキネマスター』によれば、地方巡業団の女優として活動した経験があるとして、ダンス、乗馬、義太夫、西洋音楽、三味線等、万能である旨の記述がなされている。同年12月、日活向島撮影所での新派幹部俳優脱退のため、舞台協会が同撮影所と提携することになり、提携第1回作品『髑髏の舞』（監督田中栄三）に出演、同作は1923年（大正12年）3月15日に公開されて映画界にデビューした。
同年9月1日に起きた関東大震災で同撮影所は崩壊、同年12月、兵庫県西宮市甲陽園に移り、東亜キネマ甲陽撮影所に移籍、同社親会社の八千代生命の宣伝用劇映画である『求むる父』（監督獏与太平）に「繪島 千歌子」の名で主演した記録が残っている。『日本映画俳優全集・女優編』（キネマ旬報社）等では、『人生の故里』（『人生のふる里』、監督高木鉄也）で初主演とされている。1925年（大正14年）1月、同社の専務取締役関伊右衛門不在の折に、社用車の運転手が本社専務室に乱入、関の机を破壊、関と繪島との間の不適切な関係を暴露するという事件が起きた。この事件を知った同社常務取締役立花良介が関の公私混同を指弾、スキャンダルは表沙汰にされたが、結果としては、関と立花が辞任して同社を離れ、繪島は同社に残留した。同年1月27日に公開された『邪宗門の女』（監督衣笠貞之助）での好演が評価されており、2か月のブランクののち、繪島は『新竹取物語』（監督曾根純三）に「未亡人お美根」で出演し、同作は同年4月8日に公開された。その後も、根津新、荒木忍の相手役や主演作に出演している。
満23歳になる1926年（大正15年）5月21日に公開された『消すな灯』（監督上月吏）に主演したのを最後に同社を退社、映画界を引退した。翌1927年（昭和2年）に発行された『キネマの人々』（啓明社）によれば、退社後は舞台に戻り、兵庫県神戸市を中心に地方巡業をしていたという。以降の消息は伝えられていないが、1940年（昭和15年）に日活太秦撮影所の撮影所長だった池永浩久の発願によって、京都市上京区にある法輪寺に映画関係者400名余りの霊牌が奉祀されたが、その中に繪島の名前も刻銘されている。没年不詳。

## フィルモグラフィ
クレジットはすべて「出演」である。公開日の右側には役名、および東京国立近代美術館フィルムセンター（NFC）、マツダ映画社所蔵等の上映用プリントの現存状況についても記す。同センター等に所蔵されていないものは、とくに1940年代以前の作品についてはほぼ現存しないフィルムである。資料によってタイトルの異なるものは併記した。

### 日活向島撮影所
すべて製作は「日活向島撮影所」、配給は「日活」、すべてサイレント映画、「東八重子」名義である。
- 『髑髏の舞』 : 監督田中栄三、1923年3月15日公開 - 女絵師篠田蘭香・後に重兵衛妻おらん
- 『神への道』 : 監督細山喜代松、1923年10月19日公開 - あき（その妻）

### 東亜キネマ甲陽撮影所
特筆以外すべて製作は「東亜キネマ甲陽撮影所」、配給は「東亜キネマ」、すべてサイレント映画、「繪島千歌子」名義である。
- 『求むる父』 : 監督獏与太平、1923年12月製作・公開 - 主演
- 『人生の故里』（『人生のふる里』[3]） : 監督高木鉄也、1924年製作・公開 - 主演
- 『鉄路に喘ぐ』 : 監督山根幹人、1924年製作・公開 - 主演
- 『笞は鳴る』 : 監督古海卓二（獏与太平）、1924年製作・公開[3]
- 『風刺小品集 第一篇 狂』（『狂』[5]） : 監督井上金太郎、1924年10月8日公開 - 主演
- 『恋慕小唄』（『小豆島情話』） : 監督山本嘉次郎、1924年10月23日公開
- 『燃ゆる潮』 : 監督上月吏、1924年11月15日公開 - 主演
- 『反映』 : 監督古海卓二、1924年製作・公開
- 『邪宗門の女』 : 監督衣笠貞之助、製作東亜キネマ等持院撮影所、1925年1月27日公開
- 『新竹取物語』 : 監督曾根純三、1925年4月8日公開 - 未亡人お美根
- 『大地は微笑む 前篇』 : 監督坂田重則、1925年4月11日公開 - 満智子
- 『罪に立つ女』 : 監督仁科熊彦、1925年7月16日公開 - 主演
- 『並木路寂し』 : 監督賀古残夢、1925年8月19日公開 - 主演
- 『緑の平野』 : 監督賀古残夢、1925年9月8日公開
- 『春の海』 : 監督賀古残夢、1925年製作・公開
- 『村の悲劇』 : 監督賀古残夢、1925年製作・公開
- 『春の歌』 : 監督賀古残夢、1926年1月4日公開 - 鵠三の情婦お才
- 『松風村雨』 : 監督賀古残夢、1926年1月21日公開 - 主演
- 『悲恋の水車』 : 監督竹内俊一、1926年4月22日公開
- 『消すな灯』 : 監督上月吏、1926年5月21日公開 - 主演